# Somerset (Massachusetts)
Somerset è un comune degli Stati Uniti d'America facente parte della contea di Bristol nello stato del Massachusetts.